# ホセ・ウファルテ
ホセ・アルマンド・ウファルテ・ベントーソ（スペイン語: José Almando Ufarte Ventoso、1941年5月17日 - ）は、スペインの元サッカー選手、サッカー指導者。元スペイン代表。選手時代のポジションはFW。

## 選手歴
ガリシア州ポンテベドラに生まれたが、幼少の頃にブラジルへ移住した。CRフラメンゴの下部組織からトップチームに昇格、SCコリンチャンス・パウリスタに移籍し、その後再びフラメンゴに加入した。ブラジル時代はオ・エスパニョーウ（O Espanhol）の愛称で呼ばれた。
1964年にスペインに帰国、アトレティコ・マドリードに加入し、同年9月13日のレアル・ベティス戦でリーガ・エスパニョーラデビューとなった。このシーズンはプリメーラ・ディビシオンを2位で終えたが、翌シーズンに優勝した。1969-70シーズン、1972-73シーズンにも優勝し、1974年夏に公式戦323試合36得点の出場を以て33歳でアトレティコ・マドリードを退団した。
ラシン・サンタンデールに移籍した1974-75シーズンにはセグンダ・ディビシオンで優勝し再びプリメーラ・ディビシオンの舞台に立ち、翌1975-76シーズン終了とともに選手を引退した。

## 代表歴
1965年5月5日に行われた1966 FIFAワールドカップ・ヨーロッパ予選・アイルランド共和国代表戦でスペイン代表初出場を記録。1966 FIFAワールドカップ本戦にも参加、グループステージのアルゼンチン代表戦に出場したが敗北した。

## 監督歴
引退後は長く所属したアトレティコ・マドリードの下部組織で指導者としての道を歩み始めた。1985年にBチームの監督に就任すると1987-88シーズンには解雇されたセサル・ルイス・メノッティ監督の後任としてトップチームの監督に就任。しかし僅か3試合でヘスス・ヒル会長との確執が起こり解任の憂き目にあった。
その後は最後に所属したラシン・サンタンデールの監督や、CPメリダの監督を務めた。
90年代後半からはスペイン年代別代表に関わるようになり、2003 FIFAワールドユース選手権では準優勝、UEFA U-19欧州選手権2004では優勝という結果を残した。